# 창릉문학상
창릉문학상 울산 출신으로 도산서원 원장을 지낸 유학자이자 한문학 대가인 창릉(蒼菱) 박용진(朴墉鎭, 1902~1988) 선생을 기리기 위해, 그 아들 박종해(시인·전 울산예총 회장) 울산북구문화원장이 낸 7000만원의 종잣돈으로 제정한 문학상이다.

## 역대 수상 작품
- 2006년 1회 젖어드는 서정을 차분한 필법으로 묘사하고 있는 것이 돋보인 신춘희 <풀잎의 노래>[1]
- 2007년 2회 신필주 <아버지>[2]
- 2008년 3회 늘날 한국시가 걸어온 근원과 과정을 일목요연하게 간파해 한국시의 다양하고 풍부한 모습을 체계화한 김선학 <시에 잠긴 한국인 생각>[3]
- 2009년 4회 조남훈 <지적도에도 없는 섬 하나>
- 2010년 5회 이상개 <시 난중일기>
- 2011년 단편으로서 구성법에 적격했을 뿐 아니라, 한편의 소설로 끌고 나가는 기교가 능숙함을 벗어나 노숙한 경지에 이른 김옥곤 <미라네 집>[4]
- 2012년 6회  전통적인 서정성에 역사의식을 가미한 서정시를 선보이고 있어 중후함이 느껴지며 40여 년 문학적 경륜이 잘 드러난 정민호 <경륜>[5]
- 2013년 8회 자칫 문집과 역사서 속에 박제(剝製)될 뻔한 시인 김구용의 면모와 불우한 짧은 일대기를 현대적 감각으로 생명력을 불어넣어 생동하는 인물로 무리 없이 작품화한 수작으로 평가받은 조돈만 <말은 언제 오나>[6]
- 2014년 9회  7년여 동안 삼국유사 현장을 답사하고 원고지와 씨름한 노력의 결실인 장창호 <장창호 삼국유사1>[7]
- 2015년 10회 영원성을 추구한 명징하고 절제된 언어가 빼어난 김명수 <곡옥>[8]
- 2017년 11회 간결하고 응축된 시편 속에 형태와 의미 구조, 이미지 등을 활용하여 시의 본령을 회복하는 데 이바지하였으며, 인간이 갖는 적막과 고요의 감각 재현, 고독과 죽음 의식의 극복 등은 독자적인 미학으로 높이 평가받은 서상만 <노을밥상>[9]